# Merciera
Merciera A.DC. – rodzaj roślin z rodziny dzwonkowatych. Obejmuje 6 gatunków będących endemitami Kraju Przylądkowego w Południowej Afryce. 

## Morfologia

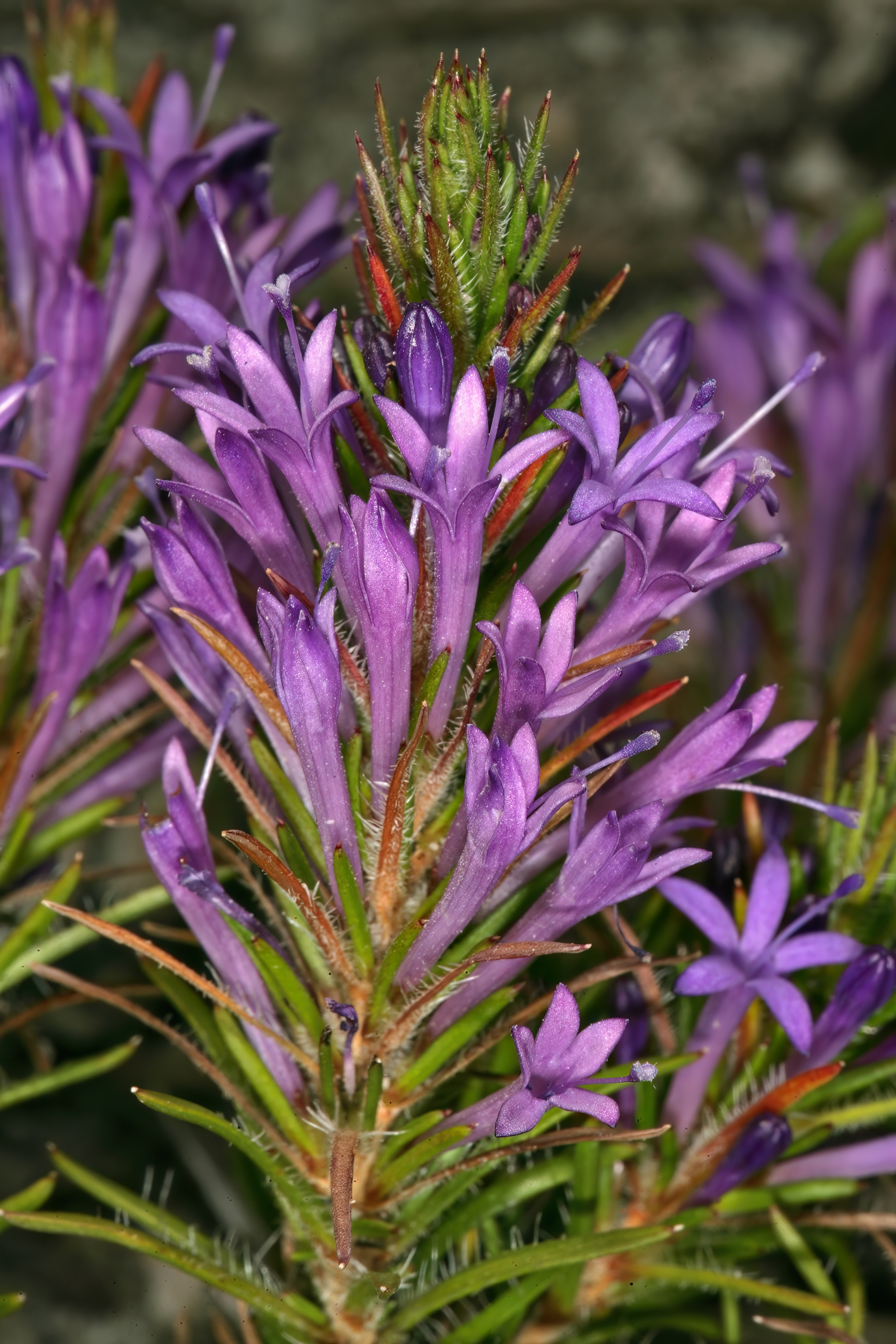
Merciera azurea

PokrójDrobne krzewinki i półkrzewy.
LiścieDrobne, sztywne, całobrzegie, gęsto wyrastające wzdłuż pędów, czasem skupione w pęczki.
KwiatyNiewielkie lub średnich rozmiarów, pojedynczo wyrastające w kątach liści, siedzące lub krótkoszypułkowe. Kielich z 4–5 działkami. Korona zrosłopłatkowa z długą i smukłą u nasady rurką, zakończoną 4–5 łatkami krótszymi od niej. Pręciki są schowane w rurce korony, ich nitki są nitkowate. Zalążnia jest jednokomorowa lub dwukomorowa z niepełną przegrodą, z 4 zalążkami. Szyjka słupka wystaje ponad koronę, zakończona jest dwudzielnym znamieniem.
OwoceSuche, niepękające, zwieńczone trwałymi działkami kielicha i zawierające 1–2 nasiona.

## Systematyka
Pozycja systematyczna
Rodzaj z rodziny dzwonkowatych Campanulaceae klasyfikowany w jej obrębie do podrodziny Campanuloideae. W obrębie podrodziny tworzy klad wspólnie z dwoma innymi rodzajami południowoafrykańskimi – roela Roella i Prismatocarpus.
Wykaz gatunków
- Merciera azurea Schltr.
- Merciera brevifolia A.DC.
- Merciera eckloniana H.Buek
- Merciera leptoloba A.DC.
- Merciera tenuifolia (L.f.) A.DC.
- Merciera tetraloba Cupido